# Cyperus stradbrokensis
Cyperus stradbrokensis là loài thực vật có hoa trong họ Cói. Loài này được Domin mô tả khoa học đầu tiên năm 1915.